# Rosularia globulariifolia
Rosularia globulariifolia là một loài thực vật có hoa trong họ Crassulaceae. Loài này được (Fenzl) A. Berger miêu tả khoa học đầu tiên năm 1930.